# 松下Lumix DMC-GM1
DMC-GM1是松下公司于2013年10月推出的微4/3系统相机，属于数码无反分类。其最受瞩目的特点为轻便小巧——该机推出时，松下宣布其为最小的可换镜头数码相机；然而这是以不具备取景器、机身防抖以及热靴缺失为代价交换而来；次年推出的松下 Lumix DMC-GM5机型，即响应用户呼声，内置电子取景器并配置热靴接口。

## 概述
微4/3系统机身主要由两家企业推动：奥林巴斯与松下。奥林巴斯旗下有PEN mini，专门提供轻便机型，如E-PM1、E-PM2，有专门的受众。
2013年8月，松下发布GX7相机，为当时松下类旁轴造型相机中的旗舰款；稍迟于10月发布的GM1，则为针对喜欢轻便机型的用户打造，有着明确的市场定位。
GM1上市时推出3款配色：银黑、橙银、银白

### GM1s
GM1s为2013年追加的升级机型。

## 评价与反响
GM1推出后，其惊艳的外形尺寸令许多媒体惊讶。与当时流行的主打画质的口袋机索尼RX100有相似尺寸（仅机身部分比较），两者合照给人留下深刻印象。而搭配一同推出的12-32mm饼干镜头，也让人想起松下之前推出的轻便不可换镜头相机LX系列。
然而小巧体积也为镜头搭配带来困扰，即GM1更适合搭配饼干镜头等轻便镜头，如松下14mm F2.5等，否则很容易出现头重脚轻状况。次年松下吸取消费者反馈，推出了具备EVF电子取景器，但体积稍大的GM5。